# Mahamé Siby
Mahamé Siby, né le 7 juillet 1996 à Bobigny, est un footballeur français qui évolue au poste de milieu de terrain au FC Martigues en prêt du club de Malmö FF.

## Carrière
Après avoir démarré sa carrière en amateur à Bobigny, il est repéré par Valenciennes FC en Ligue 2.
Il fait ses débuts professionnels lors d'une défaite 1-0 contre les Chamois Niortais le 4 décembre 2018. Le 4 octobre 2021, il rejoint le Paris FC grâce à un prêt d'une saison.
Le 29 juin 2022, Siby signe un contrat avec Malmö FF en Suède jusqu'à fin 2026. En janvier 2024, Siby rejoint le club de Ligue 2 de Bastia en prêt jusqu'à la fin de la saison avec possibilité d'un transfert définitif.